# Mundok
Mundok (Hán Việt: Văn Đức) là một huyện của tỉnh Pyongan Nam tại Cộng hòa Dân chủ Nhân dân Triều Tiên. Huyện giáp với Hoàng Hải ở phía tây bắc và tây, giáp với Anju ở phía đông bắc và đông, giáp với Sukchon ở phía nam và bao quanh thành phố Chongnam. Năm 2008, dân số toàn huyện Mundok là 147.191 người (69.164 nam và 78.027 nữ), trong đó, dân cư đô thị là 44.159 người (30%) còn dân cư nông thôn là 103.032 người (70%).